# باشگاه فوتبال لند هوم ان‌تی‌یواس
باشگاه فوتبال لند هوم ان‌تی‌یواس یا تیم ملی فوتبال دانشگاه ورزشی تایوان، یک باشگاه فوتبال دانشگاهی مستقر در تایچونگ، تایوان و وابسته به دانشگاه ملی ورزش تایوان است.